# Jerusalem (Ohio)

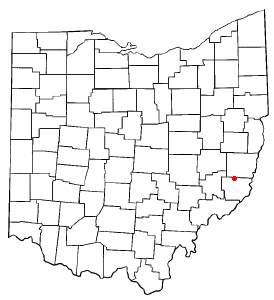
Jerusalem na planie stanu Ohio

Jerusalem – wieś w USA, w stanie Ohio, w hrabstwie Monroe.
Według danych z 2000 roku wieś miała 152 mieszkańców.